# Leptospermum rupicola
Leptospermum rupicola är en myrtenväxtart som beskrevs av Joy Thomps.. Leptospermum rupicola ingår i släktet Leptospermum och familjen myrtenväxter. Inga underarter finns listade i Catalogue of Life.